# 津田美樹代
津田美樹代或藏王大志。（本名津田 美貴代）福井縣出身，雙筆名的日本漫畫家，藏王大志的筆名常用於BL向的作品。代表作是《變身公主》。《家族情結》連載期間（日本），發生視網膜剝離，現在眼鏡為必需品。

## 作品

### 津田美樹代名義
- 變身公主、全5冊、原名
- 變身公主＋、全1冊
- 革命之日、全1冊、原名ISBN 9789861569536
- 續革命之日、全1冊、原名 ISBN 9789861569537
- 家族情結、全1冊、原名 ISBN 9789861566542
- 全員集合!學園天國、全3冊、原名
- 畫冊《PRINCESS PRINCESS PREMIUM》
- 畫冊《少年啊要胸懷大志T》

### 藏王大志名義
- 超級感應、全1冊 ISBN 9577313981
- 活出屬於我們的明天、全1冊 ISBN 9789862091265
- 不可思議的愛戀、全1冊 ISBN 9789862090527
- 是，我的主人、全1冊 ISBN 9789862091005
- COLOR、全1冊（與影木榮貴合作）
- 現在的我們、全1冊
- Love Stage!!、4冊待續（原作：影木榮貴）
- 畫冊《少年啊要胸懷大志Z》

## 外部連結
- （日語）子蔵屋 （页面存档备份，存于） - 與影木榮貴共同的網站。